# Dakota (Wisconsin)
Dakota es un pueblo ubicado en el condado de Waushara en el estado estadounidense de Wisconsin. En el Censo de 2010 tenía una población de 1.227 habitantes y una densidad poblacional de 14,05 personas por km².

## Geografía
Dakota se encuentra ubicado en las coordenadas 44°1′55″N 89°19′2″O / 44.03194, -89.31722. Según la Oficina del Censo de los Estados Unidos, Dakota tiene una superficie total de 87,31 km², de la cual 85,76 km² corresponden a tierra firme y 1,55 km² (1,78%) es agua.

## Demografía
Según el censo de 2010, había 1.227 personas residiendo en Dakota. La densidad de población era de 14,05 hab./km². De los 1.227 habitantes, Dakota estaba compuesto por el 91,36% blancos, el 0% eran afroamericanos, el 0,57% eran amerindios, el 0,41% eran asiáticos, el 0,41% eran isleños del Pacífico, el 4,97% eran de otras razas y el 2,28% pertenecían a dos o más razas. Del total de la población el 17,03% eran hispanos o latinos de cualquier raza.